# Javaliest
Der Javaliest (Halcyon cyanoventris) ist ein auf der indonesischen Insel Java beheimateter Eisvogel.

## Merkmale
Der Javaliest erreicht eine Größe von 27 cm. Er hat einen großen roten Schnabel, einen dunklen Kopf, ein lilafarbenes Brustgefieder und hellblau-weiße Flügel.

## Vorkommen
Der Javaliest ist auf den Inseln Java und Bali endemisch.

## Nahrung
Seine Nahrung besteht überwiegend aus Insekten, die er an Land
fängt. Er jagt aber auch Fische.

## Unterarten
Monotypisch, es gibt keine bekannte Unterart